# Pacyfikacja wsi Jabłoń-Dobki
Pacyfikacja wsi Jabłoń-Dobki – masowy mord na ludności cywilnej, połączony z grabieżą i niszczeniem mienia, dokonany przez okupantów niemieckich 8 marca 1944 roku we wsi Jabłoń-Dobki w powiecie wysokomazowieckim.
8 marca 1944 roku w Jabłoni-Dobkach rozegrała się potyczka pomiędzy patrolem Armii Krajowej a niemiecką żandarmerią. Zginął wtedy jeden Niemiec, a kilku zostało rannych. W odwecie jeszcze tego samego dnia żandarmi z okolicznych posterunków wsparci przez oddział Wehrmachtu przystąpili do pacyfikacji wsi. Zamordowano 91–93 osoby, w tym ponad 60 kobiet i dzieci. Większość ofiar została spalona żywcem w jednym z budynków gospodarczych. Wieś po uprzednim ograbieniu niemal doszczętnie spalono.

## Geneza
Jabłoń-Dobki leży w odległości około 8 kilometrów od Wysokiego Mazowieckiego. W okresie niemieckiej okupacji liczyła 18 gospodarstw i ponad 100 mieszkańców. Miejscowa ludność udzielała wszechstronnej pomocy polskim partyzantom. We wsi funkcjonowała placówka Armii Krajowej.
7 marca 1944 roku w Jabłoni-Dobkach stanął na kwaterach ośmioosobowy patrol AK. Partyzanci zostali dostrzeżeni przez żołnierzy Wehrmachtu, którzy stacjonowali w sąsiedniej Jabłoni Kościelnej. Następnego poranka do wsi przybył oddział żandarmerii z Wysokiego Mazowieckiego. Wywiązała się strzelanina, w której zginął żandarm Zygmunt Klosser, zwany przez miejscową ludność „Krwawym Zygmuntem”. Kilku innych Niemców zostało rannych. Żandarmi szybko wycofali się z Jabłoni-Dobek, a niedługo później do odwrotu przystąpili żołnierze AK.

## Przebieg pacyfikacji
Jeszcze tego samego dnia Niemcy przystąpili do pacyfikacji wsi. W skład ekspedycji karnej weszli żandarmi z posterunków w Wysokiem Mazowieckiem, Szepietowie i Czyżewie, a także żołnierze Wehrmachtu z Jabłoni Kościelnej. Pacyfikacją kierowali: komisarz gminny w Wysokiem Mazowieckiem – Otto Erit, komisarz rolny – Neuman, komendant posterunku żandarmerii w Wysokiem Mazowieckiem – Bittman, porucznik żandarmerii Gos.
Niemcy otoczyli Jabłoń-Dobki szczelną tyralierą. Następnie przystąpili do przeszukiwania gospodarstw i wypędzania ludności. Zastrzelono wtedy nawet do kilkunastu mieszkańców. Wśród ofiar były osoby, które usiłowały wymknąć się ze wsi. Zatrzymanych Polaków zapędzono na posesję Stanisława Szepietowskiego, na której zginął żandarm Klosser. Wszystkich zamknięto w budynku gospodarczym, który następnie podpalono i obrzucono granatami. Około 80 mężczyzn, kobiet i dzieci spłonęło żywcem. Na koniec Niemcy gruntownie obrabowali opustoszałe gospodarstwa i podłożyli ogień pod zabudowania.
Z obliczeń Jerzego Smurzyńskiego wynika, że tego dnia w Jabłoni-Dobkach zamordowano 93 osoby, w tym 33 kobiety i 30 dzieci poniżej 15. roku życia. Najmłodsza ofiara liczyła 6 miesięcy, najstarsza – 82 lata. Wśród zamordowanych miało się znaleźć 82 mieszkańców spacyfikowanej wsi oraz 11 osób pochodzących z innych miejscowości (Buczyno, Gierałty, Mystki-Rzym, Jabłoń-Markowięta, Jabłoń-Zambrowizna, Ruś, Szymbory-Włodki, Warszawa). Smurzyński podaje również, że z masakry ocalało 22 mieszkańców Jabłoni-Dobek (siedemnastu zdołało uciec, a pięciu przebywało tego dnia poza wsią).
Rejestr miejsc i faktów zbrodni popełnionych przez okupanta hitlerowskiego na ziemiach polskich w latach 1939–1945 podaje z kolei, że w czasie pacyfikacji zamordowano 91 osób, w tym 31 kobiet i 30 dzieci poniżej 15. roku życia. 82 ofiary były mieszkańcami Jabłoni-Dobek, a dziewięć pochodziło z innych wsi. W innych źródłach liczbę ofiar szacowano na 91, 92 lub 96 osób.
W czasie pacyfikacji spłonęło 17 domów mieszkalnych i 48 budynków gospodarczych. Ocalały tylko trzy gospodarstwa położone na skraju wsi. Niemcy zrabowali 42 konie, 107 krów, 145 sztuk trzody chlewnej.

## Epilog

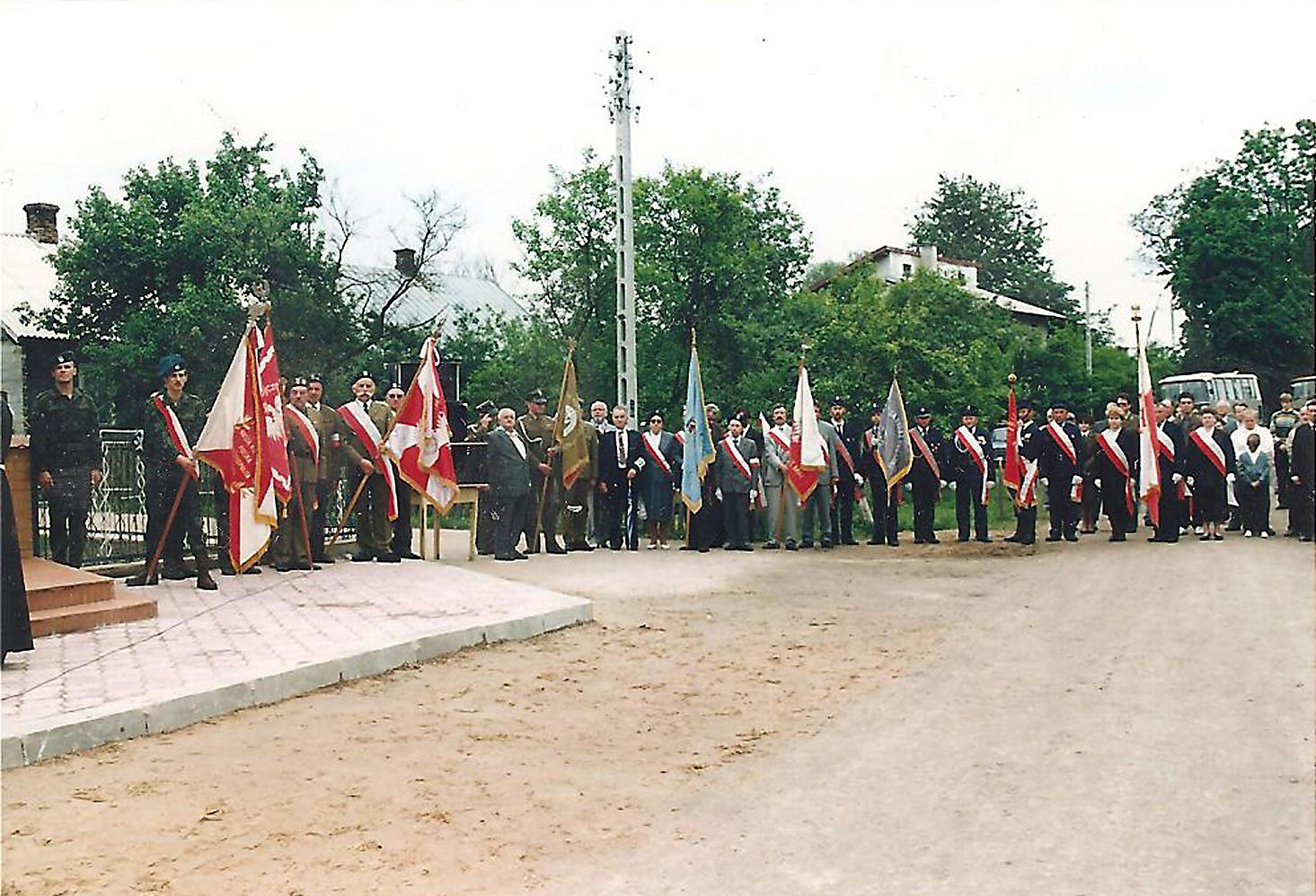
Uroczystości upamiętniające 60. rocznicę pacyfikacji

Ofiary masakry pochowano we wspólnej mogile. Po wojnie wieś została odbudowana. W miejscu, gdzie stał budynek, w którym spalono mieszkańców wsi, wzniesiono kaplicę. Zbiorowy grób oznaczono nagrobkiem i krzyżem.
Po 1960 roku materiały dotyczące pacyfikacji Jabłoni-Dobek zostały przekazane przez Główną Komisję Badania Zbrodni Hitlerowskich w Polsce do Centrali Badania Zbrodni Narodowosocjalistycznych w Ludwigsburgu. Jej sprawcy, podobnie zresztą jak sprawcy wielu innych zbrodni popełnionych na terenach wiejskich okupowanej Polski, nie zostali jednak nigdy osądzeni.